# گری گازارد
گری گازارد (انگلیسی: Gerry Gazzard; ۱۵ مارس ۱۹۲۵ – ۲۹ سپتامبر ۲۰۰۶) بازیکن فوتبال اهل بریتانیا بود.
از باشگاه‌هایی که در آن بازی کرده‌است می‌توان به باشگاه فوتبال پنزانس، باشگاه فوتبال برنتفورد، و باشگاه فوتبال وستهام یونایتد اشاره کرد.